# Dominique-Vivant Denon
Dominique-Vivant Denon (n. 4 ianuarie 1747, Chalon-sur-Saône, Bourgogne, Franța – d. 27 aprilie 1825, Paris, Franța) a fost un artist, scriitor, diplomat, autor și arheolog francez, primul director al Muzeului Luvru sub Napoleon Bonaparte.